# Горбачёв, Анатолий Ильич
Анатолий Ильич Горбачёв — советский хозяйственный, государственный и политический деятель, Герой Социалистического Труда.

## Биография
Родился в 1935 году в деревне Кянда. Член КПСС.
С 1950 года — на хозяйственной, общественной и политической работе. В 1950—1990 гг. — матрос на РТ-83 «Северный», матрос, третий штурман, капитан на рыболовном траулере РТ-88 «Печорец», капитан РТ-115 «Мезень», капитан-директор БМРТ-418 «Кильдин», капитан-директор БМРТ-446 «Онекотан», капитан-директор БМРТ-0119 «Певек», капитан-директор большого морозильного рыболовного траулера «Виктор Миронов» Архангельского производственного объединения рыбной промышленности Министерства рыбного хозяйства СССР.
За повышение эффективности использования ж/д, авиационного, водного транспорта и рыболовных судов был в составе коллектива удостоен Государственной премии СССР за выдающиеся достижения в труде 1979 года.
Указом Президиума Верховного Совета СССР от 19 августа 1988 года присвоено звание Героя Социалистического Труда с вручением ордена Ленина и золотой медали «Серп и Молот».
Умер в Архангельске в 1993 году.